# Ambassade de France au Kirghizistan
L'ambassade de France au Kirghizistan est la représentation diplomatique de la République française auprès de la République kirghize. Elle est située à Bichkek, la capitale du pays, et son ambassadeur est, depuis 2024, Nicolas Faye.

## Ambassade
L'ambassade de France est située 32, rue Orozbekova, apt 2, dans le centre de Bichkek, à proximité d'autres ambassades. Elle n'accueille pas de section consulaire, le consulat général étant situé à Almaty, puis à Astana (Kazakhstan).

## Histoire
Un bureau de liaison diplomatique est créé à l'été 2004, elle agit principalement dans le domaine de la coopération et l'action culturelle.
L'antenne diplomatique est dirigé par Éric Millet, puis en août 2008, par Jean-Pierre Godart.
La présence diplomatique française est globalement faible au Kirghizistan. Début 2009, la mission diplomatique française au Kirghizistan est composé de 3 personnes : le chef d'antenne (chargé d'affaires), l'attachée de coopération culturelle, et l'attaché militaire adjoint, qui est présent quelques mois par an. Avec la fin de la base militaire de Manas, l'attaché militaire n'existe plus, et en 2015 il n'y a plus que deux diplomates français dans l'ambassade française au Kirghizistan.
L'ambassade de France au Kazakhstan alors installé à Almaty (à 3 heures de routes de Bichkek), a été déplacé en 2008-2009 à Astana, à 1000km au nord, rendant les déplacements nettement plus difficile entre les deux villes pour l'ambassadeur français au Kazakhstan.
Ce bureau est transformé en ambassade de plein exercice en décembre 2009.
L'ambassade est principalement créée pour des raisons de politique culturel,.
En 2009, avec l'Allemagne, la France est le deuxième pays d'Europe à avoir une ambassade au Kirghizistan.
En 2016, l'ambassadeur français au Kirghizistan, Stéphane Catta, déclare que « l’Ambassade de France au Kirghizstan est avant tout un service culturel ».

## Ambassadeurs de France au Kirghizistan
| De   | À    | Ambassadeur             | Résidence                    |
| ---- | ---- | ----------------------- | ---------------------------- |
| 1992 | 1994 | Pierre Morel            | Moscou                       |
| 1996 | 1999 | Alain Richard           | Almaty                       |
| 1999 | 2003 | Serge Smessow           | Almaty                       |
| 2003 | 2007 | Gérard Perrolet         | Almaty                       |
| 2007 | 2010 | Alain Couanon           | Almaty, Astana (depuis 2008) |
| 2010 | 2013 | Thibaut Fourrière       | Résident à Bichkek           |
| 2013 | 2016 | Stéphane Catta          | Résident à Bichkek           |
| 2016 | 2020 | Michaël Roux            | Résident à Bichkek           |
| 2020 | 2024 | François Delahousse (d) | Résident à Bichkek           |
| 2024 | auj. | Nicolas Faye            | Résident à Bichkek           |

## Relations diplomatiques
Les relations diplomatiques entre les deux pays ont été établies en février 1992, quelques mois après la proclamation d'indépendance du Kirghizistan le 31 août 1991. Après les attentats du 11 septembre 2001, un détachement aérien français a été établi à Bichkek, pour les opérations en Afghanistan, à la suite de quoi un bureau de liaison diplomatique a été ouvert durant l'été 2004, dépendant de l'ambassade de France au Kazakhstan. Ce bureau a été transformé en ambassade de plein exercice fin 2009 et a accueilli le premier ambassadeur en résidence, Thibaut Fourrière, qui a pris ses fonctions en juillet 2010.

## Consulat
Le Kirghizistan dépend de la section consulaire du consulat général de France basé à Almaty dans l'État voisin du Kazakhstan.

### Circonscriptions électorales
Depuis la loi du 22 juillet 2013 réformant la représentation des Français établis hors de France avec la mise en place de conseils consulaires au sein des missions diplomatiques, les ressortissants français d'une circonscription recouvrant l'Afghanistan, l'Azerbaïdjan, l'Iran, le Kazakhstan, le Kirghizistan, l'Ouzbékistan, le Pakistan, le Tadjikistan et le Turkménistan élisent pour six ans trois conseillers consulaires. Ces derniers ont trois rôles : 
1. ils sont des élus de proximité pour les Français de l'étranger ;
2. ils appartiennent à l'une des quinze circonscriptions qui élisent en leur sein les membres de l'Assemblée des Français de l'étranger ;
3. ils intègrent le collège électoral qui élit les sénateurs représentant les Français établis hors de France.

Pour l'élection à l'Assemblée des Français de l'étranger, le Kirghizistan appartenait jusqu'en 2014 à la circonscription électorale de Moscou, comprenant aussi l'Arménie, l'Azerbaïdjan, la Biélorussie, la Géorgie, le   Kazakhstan, la Moldavie, l'Ouzbékistan, la Russie, le Tadjikistan, le Turkménistan et l'Ukraine, et désignant un siège. Le Kirghizistan appartient désormais à la circonscription électorale « Asie centrale et Moyen-Orient » dont le chef-lieu est Dubaï et qui désigne quatre de ses 23 conseillers consulaires pour siéger parmi les 90 membres de l'Assemblée des Français de l'étranger.
Pour l'élection des députés des Français de l'étranger, le Kirghizistan dépend de la 11e circonscription.